# مبنى متصرفية لواء بغداد

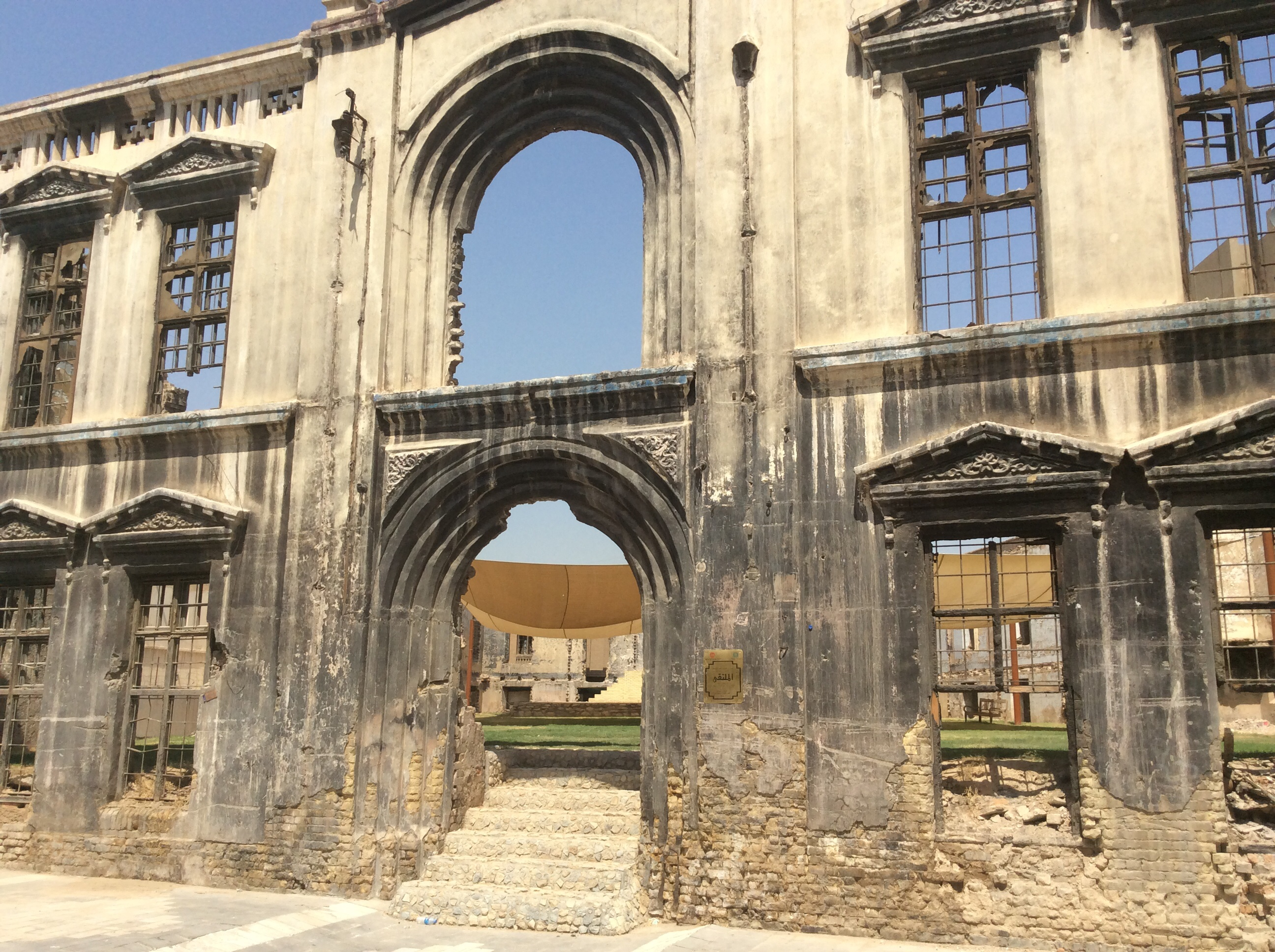
ما تبقى من هيكل مبنى حاكم تحقيق بغداد المجاور لمبنى متصرفية لواء بغداد

مبنى متصرفية لواء بغداد هو مبنى قديم يقع في محلة جديد حسن باشا في شارع السراي مقابل مبنى القشلة، في جانب الرصافة من مدينة بغداد.
بني المبنى في عهد المملكة العراقية، ولقد جدد بنيانه وأعيد بناؤه عام 1934م، حيث شيد على الطراز المعماري الإنكليزي الفيكتوري، وتعرضت البناية للحريق والهدم عند غزو العراق في عام 2003م، ولقد شغل المبنى عدة دوائر حكومية سابقا وكان آخرها دائرة محافظة بغداد عام 1985م، ويعتبر المبنى حاليا من المباني الأثرية في العراق، ولقد تم تنظيفه من آثار الأنقاض والأزبال، وعدلت أرضيته واستخدم مؤخرا كمسرح تعرض فيه الفعاليات الثقافية المنوعة.
وكان أول من شغل فيه منصب المتصرف في عهد المملكة العراقية هو رشيد الخوجة، ونظراً لمسيرته النضالية ودوره الوطني في خدمة القضية العربية، فقد أسندت له إدارة وزارة الداخلية، في الحكومة العراقية المؤقتة في 2 تشرين الثاني 1920م، وكذلك أسند له منصـب مدير متصرفية لواء بغـداد فـي 10 كانـون الأول 1920م، وفي 15 أيلول 1924م، ترك رشيد الخوجة متصرفيته في بغداد ليعين أمينا للعاصمة.
وفي عام 1928 عين موسى كاظم بك في منصب مدير تحريرات متصرفية لواء بغداد لغاية عام 1930.